# Charles Faure
Pour les articles homonymes, voir Faure.
Charles Faure, né en 1594 à Louveciennes et mort à Paris le 4 novembre 1644, est premier supérieur général des chanoines réguliers de la Congrégation de France (Génovéfains), et abbé de l'abbaye Sainte-Geneviève de Paris de 1634 à 1640, puis de 1643 à 1644.

## Biographie

### Abbaye de Senlis
D’abord novice, Charles Faure devient l’artisan des débuts de la réforme de l’abbaye Saint-Vincent de Senlis de 1614 à 1621 qui vise à retrouver les valeurs et les pratiques de la règle de saint Augustin. Il renforce son action par la pratique des retraites spirituelles. Devenu chanoine et maître des novices, il est nommé vicaire général avant de devenir commissaire de la réforme. 

### Congrégation de France
En 1619, le cardinal de La Rochefoucauld est nommé abbé de Sainte-Geneviève du Mont, à Paris. Promoteur des réformes tridentines, il oblige quelques religieux de cette abbaye de se rendre à Saint-Vincent de Senlis, pour s'exercer à la vie régulière. 
En avril 1622, La Rochefoucauld est nommé commissaire du pape pour la réforme des anciens ordres religieux en France, notamment de Saint-Benoît, de Cîteaux et des chanoines réguliers.  
En 1624, le cardinal fait venir à Sainte-Geneviève douze religieux de Senlis, dont Charles Faure, qu'il nomme supérieur et directeur de tout le spirituel, tant des religieux de l'ancienne observance que de ceux de la réforme. 
Lors du premier chapitre général de la nouvelle Congrégation de France en 1628, Charles Faure prononce la volonté de démissionner de sa fonction de gouverneur de l'ordre, ce qui n'est pas accepté. Il continue alors d'exercer cette fonction jusqu'à sa mort en 1644.
La congrégation est confirmée en 1631, et Charles Faure est élu canoniquement par le chapitre de Saint-Vincent abbé coadjuteur et supérieur général de toute la congrégation.
Avec Robert Baudouin, il est alors chargé de vérifier les conduites de quarante abbayes, pour rectifier leurs manquements et instaurer les moyens d’y remédier.
C’est à Senlis, lors d’une tournée débutée au printemps 1644, qu’il ressent les premiers symptômes d’une maladie qui devait le conduire à la mort le 4 novembre de la même année.
Charles Faure a laissé pour plusieurs ordres des Instructions, toutes remplies de l'esprit de Dieu.

## Écrits
- Instructions du révérend père Charles Faure
- Directoire pour les novices
- Conduite spirituelle pour les novices des chanoines réguliers

## Source
Cet article comprend des extraits du Dictionnaire Bouillet. Il est possible de supprimer cette indication, si le texte reflète le savoir actuel sur ce thème, si les sources sont citées, s'il satisfait aux exigences linguistiques actuelles et s'il ne contient pas de propos qui vont à l'encontre des règles de neutralité de Wikipédia.